# Werberat der deutschen Wirtschaft
Der Werberat der deutschen Wirtschaft war eine Anstalt des öffentlichen Rechts in der Zeit des Nationalsozialismus und diente der Gleichschaltung der Werbewirtschaft im NS-Staat.

## Rechtliche Grundlagen
Mit dem Gesetz über Wirtschaftswerbung vom 12. September 1933 (RGBl. I S. 625) schuf das Deutsche Reich die Rechtsgrundlage für die Einrichtung eines „Werberats der deutschen Wirtschaft“. Dessen zentrale Aufgabe bestand darin, „zwecks einheitlicher und wirksamer Gestaltung … das gesamte öffentliche und private Werbungs-, Anzeigen-, Ausstellungs-, Messe- und Reklamewesen“ zu beaufsichtigen.
Der staatliche Eingriff in die freie werbliche Betätigung wurde mit den durch die Werbebranche beklagten, allgemein als „Missstände“ bezeichneten Verhältnissen in der Weimarer Republik begründet: geringe Akzeptanz der Werbung durch die Bevölkerung, rücksichtslose, täuschende oder wahrheitswidrige Werbeaussagen, Marktschreierei, gröbliche Geschmacksverirrungen, Verschandelung der Städte und der Landschaft durch Außenwerbung, fehlende Qualifikation der Werbetätigen, Auflagenschwindel, fortlaufender Anstieg der Insertionsgebühren, hohe Rabattierung, fehlende Normen bei Formaten der Anzeigen in Zeitungen und Zeitschriften, bei Satzspiegel- und Druckstockgrößen sowie Spaltenbreiten u. a. Es wurde behauptet, dass die „liberalistische“ Wirtschaftsauffassung der Weimarer Republik mit ihren chaotischen Zuständen verantwortlich für die „Missstände“ in der Werbewirtschaft sei. Ihre Beseitigung wurde von den Nationalsozialisten in Aussicht gestellt. Eine Absatzsteigerung von Waren und Leistungen durch Förderung der Werbung im In- und Ausland, die Verbrauchslenkung und die Aufklärung der Bevölkerung, auch zur Stärkung der wirtschaftlichen Autarkie, waren weitere wichtige Ziele.

## Verwaltungsrat
Die Eröffnungssitzung des Verwaltungsrats fand am 30. Oktober 1933 auf Einladung des Reichsministers für Volksaufklärung und Propaganda Joseph Goebbels im Thronsaal des ehemaligen Prinz-Friedrich-Leopold-Palais in Berlin statt.
Als Vorsitzende des Verwaltungsrates waren benannt:
- Staatssekretär Walther Funk, Reichsministerium für Volksaufklärung und Propaganda

- Staatssekretär Dr. Hans Posse, Reichswirtschaftsministerium, 2. Vorsitzender des Verwaltungsrats
- Staatssekretär Herbert Backe, Reichsernährungsministerium, 3. Vorsitzender des Verwaltungsrats

Die weiteren Mitglieder des erstmalig zusammentretenden Verwaltungsrats wurden vom Reichsminister für Volksaufklärung und Propaganda im Einvernehmen mit den zuständigen Fachministern berufen:
1. Verlagsdirektor Max Ammann, München, Reichsleiter der NSDAP für die Presse
2. Direktor Dr. Dr. Hans Baumann, Berlin, Reichsbahnzentrale für den Fernverkehr;
3. Verleger Dr. Willi Bischoff, Reichsverband deutscher Zeitschriften-Verleger
4. Fabrikant Fritz Bleyle, Stuttgart, Bekleidungsindustrie
5. C. Th. Bruger, Berlin, Geschäftsführer der Hauptabteilung „Werbung“ im Reichsamt für Agrarpolitik
6. Stadtrat Johannes Engel, Mitglied des Reichstags[4]
7. Dr. Rudolph Firle, Bremen, Vorstandsvorsitzender des Norddeutschen Lloyds[4]
8. Präsident Paul Freudemann,[5] Berlin, Präsident der Hauptgemeinschaft des Deutschen Einzelhandels e. V.
9. Fritz Gabler,[6] Heidelberg, Hoteleigentümer, Vertreter des Hotelgewerbes
10. Direktor Dr. Heinrich Gattineau, IG Farben, Stickstoffindustrie
11. Direktor Otto von Halem‚[7] Düsseldorf, Vereinigte Stahlwerke
12. Dr. Ernst Heinkel, Warnemünde, Luftfahrtindustrie
13. Dr. Hugo Henkel, Düsseldorf, Persilwerke
14. Direktor Wolfgang von Hentig, Berlin, Automobilindustrie (Daimler-Benz)
15. Dr. Jacob Herle, Berlin, Reichsstand der Deutschen Industrie
16. Dr. Paul Hilland,[8] Berlin, Geschäftsführendes Präsidialmitglied des Deutschen Industrie- und Handelstages
17. Konsul Hans Jonas,[9] Königsberg in Preußen, Direktor der Deutschen Ostmesse
18. Kaufmann Heinrich Christian Kallsen,[10] Präses der Kleinhandelskammer Bremen
19. Prof. Dr. Sigmund Wilhelm Kapff,[11] Berlin, Berater des Reichsminister des Inneren für das Heilmittelwesen
20. Direktor Keil, Dresden
21. Direktor Wilhelm Kleinmann,[12] Berlin, Stellvertreter des Generaldirektors der Deutschen Reichsbahn-Gesellschaft
22. Dr. Paul Kind,[13] Solingen, persönlich haftender Gesellschafter der Zwilling J.A. Henckels (bis 1934)
23. Generaldirektor Ludwig Klitzsch, Berlin, Anzeigengewerbe
24. Direktor Dr. Raimund Köhler,[14] Leipzig, Leipziger Messamt
25. Dr. Karl Kräutle, Berlin, geschäftsführender Präsident des Reichslandbundes
26. Bankdirektor Heinrich Kübarth,[15] Königsberg/Pr., Präsident Industrie- und Handelskammer für Ost- und Westpreußen
27. Richard Künzler,[16] Reichsfachschaft deutscher Werbefachleute (NSRDW)
28. Unternehmer Christian Kupferberg,[17] Mainz, Präsident des Reichsverbands der Werbungstreibenden
29. Bergwerksdirektor Bernhard Leopold,[18] Berlin
30. Ludwig Liebel, Nürnberg, Mitglied des Reichstags[4]
31. Generaldirektor Dr. Erich Lübbert, Berlin, Verkehrswesen AG
32. Konsul Wilhelm Mann, Leverkusen, IG Farben
33. Herzog Adolf-Friedrich zu Mecklenburg,[19] Bad Doberan
34. Staatsrat Wilhelm Meinberg, Reichsobmann des Reichsnährstandes
35. Max Menzel, Berlin,[20] Geschäftsführer Bund reisender Kaufleute[4]
36. Erwin I. Merck, Berlin[4]
37. Gustav Metzges,[21] Berlin, Vorsitzender des Verbandes deutscher Annoncen-Expeditionen
38. Adolf Müller, München, Druckereibesitzer
39. Bankdirektor Karl Müller,[22] Berlin, Beauftragter der Deutschen Verbrauchergenossenschaften
40. Generalkonsul Heinrich Neuerburg, Köln, Zigarettenindustrie
41. Generaldirektor Max Oboussier,[23] Hamburg, Hapag
42. Geheimrat Alexander Prentzel, Kalisyndikat
43. Generaldirektor Richard Prost,[24] Frankfurt a. M., Deutsche Städte-Reklame
44. Staatsrat Helmut Reinke,[25] Berlin
45. Dr. Theodor von Renteln, Berlin, Präsident des Deutschen Industrie- und Handelstages
46. Rechtsanwalt Rolf Rienhardt, Berlin, Verein Deutscher Zeitungsverleger
47. Paul Rhode, Präsident des Zentralverbandes des deutschen Groß- und Überseehandels
48. Direktor Max Riesebrodt, Berlin, Postreklame Berlin[4]
49. Generalkonsul Ludwig Roselius, Bremen, Kaffee Hag
50. Dr. Fritz Scheuermann, Präsident der Reichsfilmkammer
51. Oberbürgermeister Fritz Schmidt, Gotha[4]
52. Reichstagsabgeordneter Wilhelm Georg Schmidt, Wiesbaden, Präsident des deutschen Handwerks (bis 1938)
53. Direktor P. Schmidt, Leipzig, Adressbuchwesen
54. Dr. Georg von Schnitzler, Vorsitzender des Ausstellungs- und Messeausschusses im Reichsstand der deutschen Industrie
55. Generaldirektor Ewald Schoeller, Breslau[4]
56. Direktor Ferdinand Schraud, Berlin, Reichsverband der deutschen Industrie[4]
57. Direktor Dr. Schüssler, Heilmittel
58. Direktor Schwartz, Salamander
59. Dr. Martin Sogemeier, Verband nordwestdeutscher Wirtschaftsvertretungen
60. Fritz Solm, Berlin[4]
61. Generaldirektor Hugo Theunert, Berlin, Kathreiner-GmbH
62. Generaldirektor Dr. Georg Thomas,[26] Berlin, Berliner Verkehrs-AG
63. Arnold Trumpf,[27] Präsident des Reichsverbandes der landwirtschaftlichen Genossenschaften
64. Direktor Bruno Uhl, Berlin, Agfa
65. Eduard Vater, Berlin[4]
66. Karl Vetter, Berlin, Reichshauptabteilungsleiter des Reichsnährstand[4]
67. Dr. Wilhelm Wiethorn,[28] Berlin, Reichsverband der Plakatanschlagunternehmen
68. Dr. Ludwig von Winterfeldt, Berlin, Siemens
69. Direktor Wilhelm Wittke, Dresden, Vorsitzender des Verbandes sächsischer Industrieller (bis 1934)
70. Dr. Walter Wolff, Kosmetische Industrie, Karlsruhe[4]
71. Geheimer Regierungsrat Dr. Dr. Richard Zetzsche,[29] Berlin, Zentralverband des deutschen Groß- und Überseehandels.

## Organisation
1933 wurden der Ministerialdirektor i. R. Ernst Reichard Präsident und Heinrich Hunke ständiger Vertreter des Präsidenten und hauptamtlicher Geschäftsführer. Am 1. Februar 1939 wurde Hunke durch den Minister für Volksaufklärung und Propaganda Goebbels zum Präsidenten des Werberats der deutschen Wirtschaft berufen.
Der Werberat war gegliedert in vier Hauptabteilungen, weiter untergliedert in Abteilungen und Sachgebiete, laut Geschäftsverteilungsplan des Werberats vom 16. April 1934:
- Hauptabteilung I (Leiter: Geschäftsführer Heinrich Hunke): Allgemeine Angelegenheiten, Grundsätze deutscher Werbepolitik, Gemeinschaftswerbung, Beobachtung und Überwachung des Werbeinhalts, Werbung im Ausland, Richtlinien für Messen und Ausstellungen einschließlich deren Genehmigung, Gestaltung und Überwachung von deutschen Wochen und braunen Messen, landwirtschaftliche Werbung und Presseangelegenheiten
- Hauptabteilung II (Leiter: Geschäftsführer Erwin Finkenzeller): Grundsätze für Anzeigen und Außenreklame, Überwachung, Genehmigungen
- Hauptabteilung III (Leiter: Geschäftsführer Amtsgerichtsrat Dr. Carol Edler von Braunmühl): Rechtliche Angelegenheiten, insbesondere Mitwirkung bei Bekanntmachungen des Werberates und sonstigen das Werberecht berührenden gesetzlichen Vorschriften, bei Verwarnungen und Genehmigungsentziehungen, sowie Veröffentlichungen des Werberates; juristischer Geschäftsbereich für die Gesellschaften und Vereine, die dem Werberat angegliedert sind oder auf die er Einfluss ausübt
- Hauptabteilung IV (Leiter: Geschäftsführer Regierungsrat Karl Passarge): Verwaltungs- und Personalangelegenheiten

Präsident und Geschäftsführer des Werberats besaßen den Status von Reichsbeamten.
Fachausschüsse dienten der Beratung des Werberats. Sie waren direkt dem Präsidenten unterstellt. Die vom Präsidenten ernannten Mitglieder der Fachausschüsse bestanden überwiegend aus Vertretern von Werbekunden und der Werbewirtschaft. Bis Anfang 1935 berief Präsident Reichhard neun Fachausschüsse für allgemeine Angelegenheiten, für Gemeinschaftswerbung, für Agrarwerbung, für Ursprungs- und Gütemarken, für Messen und Ausstellungen, für Auslandswerbung, für Anzeigenwesen, für Außenreklame und für Verkehrs- und sonstige Reklamemittel. Diese Fachausschüsse wurden 1935 ersetzt durch den Ausschuss für allgemeine Angelegenheiten, den Ausschuss für Messe und Ausstellungen, den Ausschuss für Inhalt und Form der Werbung, den Ausschuss für Auslandswerbung sowie den Ständigen Ausschuss, der als einziger regelmäßig tagte.
Die Mitarbeiterzahl des Werberats stieg zwischen 1933 und 1941 von 89 auf 189 Personen.
Nach Kriegsbeginn im September 1939 war ein allmählicher Rückgang der Werbung festzustellen, der auch durch spürbarer werdenden Papiermangel verursacht wurde. Der Werberat agierte zunehmend als Instrument der kriegswirtschaftlichen Aufklärung.
1943 gab es im Reichsministerium für Volksaufklärung und Propaganda Überlegungen zur Stilllegung des Werberats für die Dauer des Krieges, weil er als entbehrlich angesehen wurde. Minister Goebbels entschied sich am 7. Juli 1943 gegen eine Stilllegung des Werberats, aber für eine Einschränkung seiner Tätigkeit. Das Ministerium ordnete daraufhin einen Personalabbau beim Werberat um ein Drittel an. Der Betrieb des Werberats konnte mit den Hauptabteilungen Inland und Messen- und Ausstellungen fortgeführt werden.

## Haushalt
Der Werberat generierte Einnahmen zum weit überwiegenden Teil aus den erhobenen Werbeabgaben. Die in den Haushaltsvorschlägen genannten Einnahmen durch Werbeabgaben stiegen von 5.800.000 RM im Jahr 1935 auf 7.346.304 RM im Jahr 1939 an, um bis 1944 wieder auf 1.356.000 RM zu sinken. Die Ausgaben des Werberats dienten der Bezahlung der Mitarbeiter und sonstiger Verwaltungsaufwendungen sowie zum größten Teil der Finanzierung von Werbemaßnahmen. Im Rechnungsjahr 1944 musste ein Fehlbetrag von 1.780.000 Reichsmark ausgeglichen werden.

## Werbung im NS-Staat
Durch das Gesetz musste derjenige, der Wirtschaftswerbung machen wollte, eine Genehmigung des Werberats einholen und konnte dafür gemäß ministerieller Verordnung zu einer Abgabe verpflichtet werden. Damit bestand eine zentrale Steuerungsmöglichkeit für die gesamte Werbebranche. Der Werberat konnte die Werbung sowohl hinsichtlich des Inhalts und der äußeren Form (Werbeästhetik), als auch im Hinblick auf einzelne Werbemittel (Anzeigenwerbung, Außenwerbung, Verkehrswerbung) reglementieren und seine Kompetenzen im Rahmen der nationalsozialistischen Wirtschaftslenkung und „Arisierung“ zum Einsatz bringen. Faktisch mangelte es dem Werberat allerdings mitunter an Zwangsmitteln, um seine Bekanntmachungen, Bestimmungen und sonstigen Anordnungen durchsetzen zu können.
Die Berufsstände der Werbewirtschaft wurden von den Nationalsozialisten ab 1933 umstrukturiert und der Aufsicht und Kontrolle des Werberats unterstellt. Unliebsame Personen, politische Gegner und ausländische und jüdische Werbefachleute und -agenturen verloren nach und nach ihre Arbeitsplätze und Verdienstmöglichkeiten.
In der deutschen Werbewirtschaft waren 1935 hauptberuflich tätig: 6.000 Betriebswerber, 12.000 Gebrauchswerber, 6.000 Gebrauchsgraphiker, 2.500 Verkehrswerber, 171 Werbungsmittler, 8.000 Verlagsvertreter, 10.000 Propagandisten und Propagandistinnen 800 Bogenanschlagunternehmer mit etwa 2000 Beschäftigten und 4.000 Adressbuchverleger. In etwa 2.100 Zeitungsverlagen mit 2674 Zeitungen und 2.800 Zeitschriftenverlagen mit etwa 5.000 Zeitschriften, im graphischen Gewerbe, der Filmwirtschaft und weiteren Wirtschaftsbereichen arbeiteten weitere Beschäftigte in der Herstellung von Produkten mit Werbung. Hinzu kamen 75.000 Bezieherwerber und 220.000 Handelsvertreter und Geschäftsreisende, die für ihre Produkte warben. Die Ausgaben für Werbung wurden für 1935 auf Basis der Werbeabgabe und ergänzenden Schätzungen auf 1 bis 1,1 Mrd. Reichsmark geschätzt.
Werbung hatte in Gesinnung und Ausdruck „deutsch“ zu sein und durfte das „sittliche Empfinden des deutschen Volks“, insbesondere sein „religiöses, vaterländisches und politisches Fühlen und Wollen“ nicht verletzen. Diese Bestimmungen konnten nach Belieben angewendet werden. Verleger konnten Anzeigen mit Verweis auf Inhalt, Herkunft oder Form ablehnen. Davon betroffen waren insbesondere Unternehmen mit jüdischen Eigentümern. Eine Warnung des Werberats war: Sollte ein Verlag ausgerechnet unter die Anzeige eines jüdischen Unternehmens die Schlagzeile „Deutsche, kauft deutsche Waren“ setzten, sei dies „geschmacklos und eine Verletzung des politischen Fühlens weiter Volksschichten“. Das Amtsgericht Jena urteilte am 14. September 1937: „Es widerspricht den elementarsten nationalsozialistischen Grundsätzen, dass eine parteiamtliche Zeitung Anzeigen von Nichtariern aufnimmt. Zu dem lebenswichtigen Kampf um die Freiheit der Presse vom jüdischen Einfluss gehörte und gehört die Ausschaltung der jüdischen Anzeigenaufträge. Es ist deshalb für jeden Deutschen selbstverständlich‚ dass eine nationalsozialistische Zeitung keine Anzeigen von Juden oder Judenstämmlingen aufnimmt. (…) Darum ist ein solcher trotzdem abgeschlossener Vertrag von vornherein nichtig.“
Mit zwei Verordnungen, der Verordnung gegen die Unterstützung der Tarnung jüdischer Gewerbebetriebe vom 22. April 1938 und der Verordnung zur Ausschaltung der Juden aus dem deutschen Wirtschaftsleben vom 12. November 1938, wurde die jüdische Bevölkerung endgültig aus dem Wirtschaftsleben verdrängt. Mit Wirkung zum 1. Januar 1939 widerrief der Werberat alle an die 76 verbliebenen jüdischen Werbefachleute erteilten Sondergenehmigungen. Damit hatte die „Entjudung“ der Werbewirtschaft ihren Abschluss gefunden.

## Abwicklung nach Kriegsende 1945
Nach Kriegsende wurde dem Werberat der deutschen Wirtschaft durch das Gesetz Nr. 191 der Militärregierung jegliche Amtsausübung verboten.